# Jezusovo življenje v umetnosti
Življenje Kristusa kot pripovedni cikel v krščanski umetnosti obsega številne različne teme, ki pripovedujejo dogodke iz Jezusovega življenja na Zemlji. Odlikujejo se od mnogih drugih predmetov v umetnosti, ki prikazujejo Kristusovo večno življenje, kot je Kristus v  slavi in tudi številne vrste portretnih ali pobožnih predmetov brez pripovednega elementa.
Pogosto so razvrščene v serije ali cikle del v različnih medijih, od ilustracij knjig do velikih ciklov stenskih poslikav, večina predmetov, ki tvorijo pripovedne cikle, pa je bila tudi predmet posameznih del, čeprav z zelo različno pogostostjo. Približno do leta 1000 se je izbira prizorov v zahodni in vzhodni cerkvi za preostali del srednjega veka v veliki meri ustalila in je temeljila predvsem na večjih praznikih, praznovanjih v cerkvenih koledarjih.
Najpogostejši predmeti so bili razvrščeni okoli Jezusovega rojstva in otroštva ter Jezusovega trpljenja, kar je privedlo do njegovega Križanja in Vstajenja. Številni cikli so zajeli samo eno od teh skupin, drugi pa so združili Življenje Device z Življenjem Jezusa. Predmetov, ki prikazujejo Jezusovo življenje v času njegovega življenja kot učitelja, pred dnevi Pasijona, je bilo v srednjeveški umetnosti iz več razlogov razmeroma malo. Od renesanse in v protestantski umetnosti se je število predmetov znatno povečalo, cikli v slikarstvu pa so postali redkejši, čeprav so ostali običajni v tisku in zlasti v knjižnih ilustracijah.

## Najpogostejši prizori
Glavni prizori, ki jih najdemo v umetnosti v srednjem veku, so:
Opomba: Spodaj navedeni naslovi se uporabljajo pri poimenovanju slik in drugih umetniških del in niso nujno enaki kot splošno krščansko izrazoslovje!

### Prizori od rojstva in otroštva
Ti prizori so lahko tudi del ciklov Življenje Device: 
- Marijino oznanjenje, ki prikazuje Jezusovo spočetje
- Jezusovo rojstvo
- Poklon sv. Treh kraljev / Obisk modrih
- Jezusovo obrezovanje
- Predstavitev Jezusa v templju
- Beg v Egipt in Pokol nedolžnih otročičev. Kasneje včasih Počitek na begu v Egipt.
- Odkritje v templju, zadnja epizoda Jezusovega otroštva v kanoničnih evangelijih

### Obdobje poslanstva
- Jezusov krst
- Čudežni ulov rib, ki ga pogosteje najdemo v Življenju apostolov.
- Kristusova skušnjava, pogosto razdeljena na tri dele.
- Poroka v Kani, prvi čudež, zapisan v evangelijih in edini, na katerem je bila Marija navzoča.
- Samarijanka ob vodnjaku je upodobljena občasno
- Jezusova spremenitev, veliko bolj pogosta v vzhodni kot zahodni cerkvi
- Vstajenje Lazarja ali Jezus obudi Lazarja

### Jezusovo trpljenje
- Kristus je zapustil svojo mater, pozno srednjeveški razvoj, ki ne temelji na nobeni evangelijski epizodi.
- Cvetna nedelja, Kristusov vstop v Jeruzalem
- Jezus in menjalci denarja, veliko bolj priljubljen kot posamezen predmet od renesanse dalje
- Zadnja večerja in Umivanje stopal
- Jezus na Oljski gori / Jezus na vrtu Getsemani
- Judežev poljub / Izdajstvo Kristusa in Jezusa primejo
- Petrovo zanikanje - če je vključen, običajno edini prizor pasijona, ki ne vključuje Kristusa
- Jezus pred vélikim zborom
- Jezus pred Pilatom
- Bičanje Jezusa
- Kronanje s trnovo krono
- Ecce homo
- Jezus nosi križ
- Križanje Jezusa je pogosto razdeljeno na več prizorov, med njimi pribijanje na križ, dvig križa, pribijanje Jezusa s sulico.
- Snemanje s križa
- Objokovanje Jezusa
- Epitafije ali "Kristusovo maziljenje"
- Polaganje v grob
- Jezusov zmagoslavni sestop v predpekel, ni v evangelijih

### Vstajenje do vnebovzetja
- Jezusovo vstajenje, ki v 1. tisočletju ni bilo zastopano neposredno. Namesto tega so bile prikazane Tri Marije ali Mirroje, ki so našle prazen grob ali naslednji trije prizori.
- Jezus se prikaže Mariji Magdaleni
- Noli me tangere
- Srečanje ali večerja v Emavsu
- Nejeverni Tomaž ali Jezus in Tomaž
- Jezusov vnebohod

## Izbira prizorov
Po zgodnjem krščanskem obdobju so izbor prizorov vodile priložnosti kot so cerkveni prazniki in tiste, ki so omenjene v Nicejski veroizpovedi, oboje pa je bilo odvisno od pobožnosti piscev, iz katerih del se zdi, da so številni cikli temeljili. Od teh sta bili Vita Christi ('Kristusovo življenje') Ludolfa Saksonskega in Meditacije o Kristusovem življenju dve najbolj priljubljeni od 14. stoletja naprej. Drug vpliv, zlasti v manjših cerkvah, je bila liturgična drama, nedvomno pa so imeli prednost tudi tisti prizori, ki so se bili zlahka prepoznavni v podobi. Na izbiro so vplivali tudi pobožni obredi, kot je Križev pot.
Jezusovi čudeži se niso dobro odrezali pri nobenem od teh zapisov. V bizantinski umetnosti so bila v ozadje prizorov v umetnosti običajno vključena pisna imena ali naslovi; to je bilo na zgodnjesrednjeveškem zahodu veliko manj pogosto, verjetno tudi nenazadnje, ker bi jih le malo laikov znalo brati in razumeti latinščino. Težave, ki bi jih to lahko povzročilo, so prikazane v 12 majhnih pripovednih prizorih iz Lukovega evangelija iz 6. stoletja v iluminiranem evangeliju sv. Avguština; približno stoletje po tem, ko je knjiga nastala, je na te slike dodal napise menih, ki je morda napačno prepoznal en prizor. Približno v tem času so čudežni prizori, ki so bili pogosto odmevni v zgodnjekrščanski umetnosti, v umetnosti zahodne cerkve postali veliko bolj redki.
Vendar so še vedno zastopani nekateri čudeži, ki se običajno uporabljajo kot paradigme krščanskih naukov, zlasti Poroka v Kani in Lazarjevo vnebovzetje, ki ju je bilo enostavno prepoznati kot podobe, pri čemer je Lazar po navadi prikazan stoječ, tesno zavit v bel plašč. Slike v špitalih so bolj verjetno prikazovale prizore čudežnih ozdravitev. Izjema je bazilika svetega Marka v Benetkah, kjer je cikel mozaikov iz 12. stoletja prvotno imel 29 prizorov čudežev (danes 27), verjetno izvirajo iz grške knjige evangelijev.
Prizori, ki izvirajo iz apokrifnih evangelijev, ki ostajajo značilnost upodobitve Življenja Device, imajo v Jezusovem življenju manj ustreznikov, čeprav se nekatere manjše podrobnosti, kot so fantje, ki plezajo po drevesih ob Vstopu v Jeruzalem, tolerirajo. Jezusov zmagoslavni sestop v pekel ni bila epizoda, ki bi o njej pričal ali jo omenjal kateri od štirih evangelistov, ampak jo je Cerkev odobrila, Objokovanje Jezusa  pa, čeprav v evangelijih ni posebej opisano, je bilo mišljeno, da je implicirano po zapisih tamkajšnjih epizod. pred in po. Ljudska umetnost je manj obvladala duhovnost in dela, kot so nekatere srednjeveške plošče iz Tringa, Anglija, lahko prikazujejo domišljijske apokrifne legende, ki so se v cerkveni umetnosti komaj kdaj pojavile, ali pa so bile kasneje uničene.
Do gotske dobe je bil izbor prizorov najbolj standardiziran. Znana študija francoske katedralne umetnosti Emila Mâleja analizira številne cikle in razpravlja o pomanjkanju poudarka »javnega življenja [ki] je odpuščeno v štirih prizorih: Krst, Poroka v Kani, Skušnjava in Spremenjenje, ki jih je poleg tega  še redko najdemo«.

## Cikli
Zgodnja krščanska umetnost vsebuje številne pripovedne prizore, zbrane na sarkofagih in slikah v Rimskih katakombah. Čudeži so zelo pogosto prikazani, vendar je Križanje odsotno vse do 5. stoletja, ko je nastalo v Palestini, kmalu pa mu je sledilo Kristusovo rojstvo v podobni obliki, kakršno še danes vidimo v pravoslavnih ikonah. Čaščenje kraljev in Krst sta oba pogosto najdena že prej, vendar je izbira prizorov zelo različna.
Edini poznoantični monumentalni cikli, ki so preživeli, so v mozaiku: Santa Maria Maggiore v Rimu ima cikel iz let 432–430 o Jezusovem rojstvu in otroštvu skupaj z drugimi prizori iz Življenja Device, posvečenke cerkve. Bazilika Sant'Apollinare Nuovo v Raveni ima cikle na nasprotnih stenah Dela in Jezusovo trpljenje iz zgodnjega 6. stoletja. Pasijon je znan po tem, da med trinajstimi prizori še vedno ne vsebuje križa, Dela pa v svojih trinajstih prizorih vključujejo osem čudežev. Nobena od teh značilnosti naj ne bi bila značilna za kasnejšo umetnost, vendar so primerljive z značilnostmi ciklov v manjših predmetih tistega obdobja, kot so izrezljane skrinje in zlat obesek medaljon poznega 6. stoletja.
Za preostali del zgodnjesrednjeveškega obdobja so iluminirani rokopisi vsebovali edine naslikane prizore, ki so ohranjeni v večjem obsegu, čeprav je veliko ohranjenih prizorov iz uporabne umetnosti, zlasti slonovine, nekateri pa iz litega brona. Obdobje Jezusovih Del se še vedno zdi razmeroma izrazito v primerjavi z visokim srednjim vekom. Čeprav je bilo to obdobje, ko je bil evangeliarij glavna vrsta rokopisov, ki je v tem obdobju dobivala razkošno iluminacijo, je bil poudarek na upodobitvi evangelističnih portretov in je relativno malo pripovednih ciklov; ti so v resnici pogostejši pri psalterjih in drugih vrstah knjig, zlasti iz obdobja romanike. Kjer so bili cikli ilustracij v iluminiranih rokopisih, so bili ti navadno zbrani skupaj na začetku knjige ali evangelijev, namesto da bi se v celotnem besedilu pojavljali na ustreznih mestih, kar je v zahodnih rokopisih sploh težko najti in se je počasi razvijalo v tiskanih biblijah. Na vzhodu je bilo to pogostejše; Bizantinski Codex Sinopensis iz 6. stoletja imajo na dnu vsake ohranjene strani neuokvirjeno miniaturo, ta slog ponazoritve evangelijev pa je še vedno zaslediti v kasnejših grških evangelijskih knjigah, ki umetnika prisilijo, da nameni več slik Delom. Prizore s čudeži so pogosteje našli v ciklih življenja svetega Petra in drugih apostolov, od poznoantičnih sarkofagov  do Rafaelovih kartonov.
V slikarstvu je bilo Življenje pogosto prikazano na eni strani cerkve, v paru s starozaveznimi prizori na drugi, slednje so po navadi izbrali za vnašanje Nove zaveze v skladu s teorijo tipologije. Takšne sheme so umetnostni zgodovinarji pozneje poimenovali Biblija preprostega človeka (in v knjižni obliki Biblia Pauperum) in so bile zelo pogoste, čeprav jih je večina zdaj izginila. Ko je postal vitraj v gotski umetnosti pomemben, je bil uporabljen tudi ta medij, običajno z majhnim medaljonom za vsak prizor, ki zahteva zelo stisnjeno kompozicijo. Freske na stenah Sikstinske kapele, ki prikazujejo Jezusovo življenje in Mojzesa, so nenavadna varianta.
Od 15. stoletja dalje so bili tiskani najprej prizori, nato celi cikli, ki so bili tudi ena najpogostejših tem za 'blok' knjige. Albrecht Dürer je ustvaril skupno tri tiskane cikle Jezusovega trpljenja: velik (7 prizorov pred 1500, nadaljnjih 5 leta 1510) in majhen (36 prizorov leta 1510) cikel v lesorezu , in en v gravuri (16 prizorov, 1507–1512). Ti so bili razširjeni po vsej Evropi in so jih pogosto uporabljali kot vzorce manj ambicioznim slikarjev. Hansa Memlinga Torinski pasijon in Advent in Kristusova zmaga sta primera velikega števila prizorov, v tem primeru več kot dvajset, prikazanih v sliki Jeruzalema s ptičje perspektive.
Na protestantskih območjih se je slikanje slik Življenja ustavilo zelo kmalu po reformaciji, sprejemljivi pa so bili tisk in knjižne ilustracije, saj so brez suma malikovanja. Kljub temu je bilo ciklov iz Življenja presenetljivo malo. Lucas Cranach starejši je izdelal znani propagandni sklop Pasijon Kristusa in Antikrista (1521), kjer je 13 ujemajočih se parov lesenih koščkov prizorov iz Življenja z antikatoliškim prizorom. Drugače so bili pogosteje vidni prizori iz Stare zaveze in parabole..

## Parabole
Od tridesetih ali podobnih Jezusovih parabol v kanonskih evangelijih so bile štiri skoraj ekskluzivno  prikazane v srednjeveški umetnosti, vendar se običajno ne mešajo s pripovednimi prizori Življenja, čeprav stran iz Eadwinovega psaltra (Canterbury, sredina 12. stoletja), ki je prikazana tukaj, predstavlja izjemo od tega. To so bile: Modre in neumne Device, Bogataš in Lazar, Zgodba o izgubljenem sinu in Dober Samarijan. Delavci v vinogradu se tudi pojavljajo v zgodnjesrednjeveških delih.
Od renesanse se je prikazano število rahlo razširilo, trije glavni prizori Izgubljenega sina - razvpito življenje, pasenje prašičev in vrnitev - pa so postali jasni favoriti. Albrecht Dürer je naredil znamenito gravuro Izgubljenega sina med prašiči (1496), priljubljeno tematiko v severni renesansi. Rembrandt je zgodbo večkrat upodobil; vsaj v enem od svojih del Izgubljeni sin v taverni, je portretiral samega sebe kot Sina, ki se veseli s svojo ženo, in je kot mnoge umetniške upodobitve, pot dostojanstva žanra vesele družbe ali gostilniški prizor. Njegova pozna Vrnitev izgubljenega sina (1662, muzej Ermitaž, Sankt Peterburg ) je eno njegovih najbolj priljubljenih del.

## Posamezni cikli s članki
- Evangeliar iz Echternacha, otonska evangelijska knjiga iz 11. stoletja, s približno 60 prizori, vključno s številnimi prispodobami
- Kapela Scrovegni, Giotto, veliko kombinirano Življenje Kristusa in Device v freskah s skoraj štiridesetimi pripovednimi prizori.
- Maestà (Duccio), veliko kombinirano Življenje Kristusa in Device, ki ima skupaj skoraj petdeset prizorov na obeh straneh tabelne oltarne slike.
- Sikstinska kapela, stene, ki jih je izvedla skupina mojstrov, vključno z Botticellijem in Peruginom.
- Kapela družine Brancacci, Masaccio.